# Charles-Albert Gounot
Pour les personnes ayant le même patronyme, voir Gounot.
Charles-Albert Gounot, né le 6 janvier 1884 à Villeurbanne (Rhône) et mort le 20 juin 1953 à Carthage (Tunisie), est un religieux français, archevêque de Carthage et primat d'Afrique de 1939 à 1953. Proche du résident général de France en Tunisie nommé par le régime de Vichy, Jean-Pierre Esteva, sa conduite pendant cette période lui sera reprochée jusqu'à la fin de sa charge.

## Formation
Charles-Albert Gounot naît à Villeurbanne le 6 janvier 1884. Après être entré au séminaire de la congrégation de la Mission, il est ordonné prêtre le 25 mai 1907. De 1907 à 1913, il enseigne la philosophie puis les Saintes Écritures au séminaire de Dax. Mobilisé en 1914 dans les chasseurs alpins, il y obtient la croix de guerre. De retour à Dax en 1919, il est nommé trois ans plus tard supérieur du grand et du petit séminaire de Constantine. En 1930, il est muté au séminaire de Montauban.
Le 14 août 1937, Pie XI le nomme archevêque titulaire de Marcianopolis (de) et archevêque coadjuteur de Carthage auprès de Mgr Alexis Lemaître. À la mort de celui-ci, il lui succède le 16 mai 1939 comme archevêque de Carthage et primat d'Afrique.

## Archevêque en Tunisie

### Collaboration avec la politique de Vichy
La Seconde Guerre mondiale éclate peu après sa prise de fonctions. Beaucoup de prêtres rejoignent les armées françaises en tant qu'aumôniers militaires. La défaite de l'armée française en juin 1940 jette la consternation dans la population française, cause de la jubilation dans la population tunisienne et provoque l'enthousiasme chez les Italiens acquis au fascisme. La déclaration de guerre de l'Italie à la France le 10, alors que le front français est déjà enfoncé par les chars allemands, est vécue comme un « coup de poignard dans le dos ». En représailles, dès le 11, 900 militants italiens sont emprisonnés et des milliers d'autres rejoignent des camps d'internement. La fin des hostilités permet leur libération progressive. Le refus de Hitler d'accorder la Tunisie à Mussolini apaise très vite les tensions entre les deux communautés.

Le 25, le futur chef de l'État français Philippe Pétain s'adresse aux Français abasourdis par la défaite : « Nous avons à restaurer la France. Montrez-la au monde qui l'observe, à l'adversaire qui l'occupe, dans tout son calme, tout son labeur et toute sa dignité. Notre défaite est venue de nos relâchements. L'esprit de jouissance détruit ce que l'esprit de sacrifice a édifié. C'est à un redressement intellectuel et moral que, d'abord, je vous convie. Français, vous l'accomplirez et vous verrez, je vous le jure, une France neuve sortir de votre ferveur ». Ce discours rédempteur est très bien accueilli par Mgr Gounot qui relaie le message du maréchal dans son homélie du 27 suivant : 
« Les épreuves mal acceptées nous dépriment et nous aigrissent, nous rendent égoïstes, nous isolent et peuvent nous détourner du devoir et même de Dieu. Bien reçues, au contraire, elles nous virilisent, nous attendrissent, nous purifient, nous éduquent […] Nous nous étions trop bien établis dans une vie facile ; pour beaucoup, il s'agissait surtout de jouir. Le travail n'était plus aimé. On l'envisageait comme un esclavage ou une corvée humiliante, on ne goûtait plus le travail bien fait […] À l'exemple de nos morts, acceptons loyalement, généreusement, ardemment même, comme un sacrifice offert pour nos familles, pour la Patrie et pour Dieu, notre noble mission de travailler, avec les privations et les efforts qu'elle comporte. Ce sera notre redressement personnel […] Groupons nous autour de ceux qui ont eu le douloureux et patriotique courage de prendre en mains les destinées de notre Patrie crucifiée pour la sauver dans l'honneur »
L'archevêque va pouvoir mettre ses convictions en application dès l'arrivée du nouveau résident général de France en Tunisie, Jean-Pierre Esteva. Des relations chaleureuses se nouent entre ce « moine soldat », homme d'une grande piété, et le prélat. L'Église de Tunisie se lance avec enthousiasme dans l'œuvre de redressement prônée par le régime de Vichy, comme le proclame son journal La Tunisie catholique dans son numéro du 27 octobre : « Le nouvel ordre français fondé sur Travail, Famille, Patrie est un incontestable progrès […] Dans la Révolution nationale qui s'opère en France et en Tunisie, on compte sur nous, on attend beaucoup de nous […] C'est avec enthousiasme que nous nous mettons au travail ».
Comme en France, des chantiers de la jeunesse sont inaugurés en présence des autorités ecclésiastiques et des aumôniers sont présents pour y dire la messe. Chaque semaine, La Tunisie catholique relate les activités chrétiennes du maréchal Pétain (assistance à des messes, visite de monastères ou de lieux saints) présenté par l'archevêque de Carthage comme le « chef vénéré de l'État français, humble et très grand serviteur de Dieu et de son pays ». Alors que beaucoup de Français commencent à s'intéresser aux discours du général De Gaulle appelant à la résistance, le prélat les met en garde début 1941 contre ce genre de tentations : « Nous sommes tous intéressés à la partie qui se livre dans « le jeu des nations », encore faudrait-il pas ne point mêler de passion et de parti pris […] avoir l'honnêteté de ne pas franchir la zone de lumière — nous savons surtout que nous ne savons rien — et ce minimum de discipline qui consiste à faire confiance à un chef qui, au point de vue moral comme au point de vue technique n'a point démérité. Savoir se taire quand nous ne comprenons pas et que de vieux instincts se rebellent, c'est la manière la plus intelligente et la plus chrétienne de servir notre cause ».
Le soutien de l'archevêque à la politique de Vichy est attesté par Esteva qui le confirme à ses supérieurs le 13 octobre 1941 : « Quelle compréhension, je trouve auprès de lui et quelle volonté sincère l'anime dans sa collaboration… ». Mais cette collaboration ne l'empêche pas d'être conscient des dangers du régime nazi. Le 8 novembre 1942, le débarquement anglo-américain en Afrique du Nord entraîne l'arrivée de troupes allemandes en Tunisie. L'archevêque intervient alors auprès d'Esteva pour le convaincre de libérer tous les prisonniers politiques avant que les nazis ne s'en emparent. Le 14 novembre, communistes, républicains espagnols et antifascistes sont remis en liberté.
Dans ces heures difficiles où la zone libre a été envahie par la Wehrmacht, le prélat marque son attachement au maréchal Pétain en lui envoyant fin novembre 1942 un message d'affection et de fidélité. Les liens d'amitié avec Esteva résistent à l'occupation allemande en Tunisie. Le 18 juillet 1943, alors qu'il a été ramené de force en France par les Allemands après leur défaite lors de la campagne de Tunisie, c'est au prélat que l'ancien résident général confie la tâche de s'occuper de ses affaires personnelles restées sur place.

### Approbation de la politique antisémite
Les décrets beylicaux du 30 novembre 1940 et du 2 juin 1941 transposent les lois françaises antisémites dans la juridiction tunisienne en interdisant aux Juifs les professions libérales et commerciales et en les excluant des universités et de la fonction publique. Si ces mesures discriminatoires n'éveillent aucune compassion, la rafle du Vélodrome d'Hiver à Paris le 16 juillet 1942 oblige l'épiscopat français à prendre position. Le 22, l'assemblée des cardinaux et des archevêques transmet au maréchal Pétain une déclaration en faveur « des droits imprescriptibles de la personne humaine ». Le 23 août, l'archevêque de Toulouse, Jules Saliège, condamne les persécutions anti-juives. Face à ces dénonciations abondamment relayées en Tunisie, Mgr Gounot finit par donner son point de vue dans le numéro de La Tunisie catholique du 28 septembre, dans un article intitulé Réflexions sur la question juive. Après avoir précisé « n'être ni antisémite ni pro-sémite et avoir de la sympathie pour ceux qui souffrent », il résume en quatre points les justifications des mesures imposées aux israélites : 
« 1. Appliquer aux Juifs — quand ils demeurent vraiment une minorité ethnique implantée dans un pays qui n'est pas le leur — les lois concernant les étrangers (ce qui ne serait pas draconien et je ne pense pas que nos amis de l'extérieur vivant chez nous nous trouvent bien méchants). Ainsi, ils seraient exclus, comme c'est normal, de certaines charges ou des fonctions d'ordre public.

2. Dans ces pays qu'ils habitent, exiger des israélites — qui n'appartiennent pratiquement à aucune patrie et risquent de ne fournir aucun sacrifice à la cause commune — des prestations équivalentes au service militaire et aux diverses charges obligatoires pour tous les citoyens.
3. Atteindre par une législation générale, sévère et rééducative, comme une surveillance attentive sans tracasserie, les activités injustes plus habituellement reprochées aux mauvais Juifs, à ceux pour qui l'intérêt matériel prime tout, et réprimer pareillement les abus de ceux qui les imiteraient ; habiletés sans scrupules, tentatives pour tourner les lois, interventions louches, procédés usuraires, accaparements, marché noir, etc. sur une grande échelle, dominations financières, nationales ou internationales, qui peuvent paralyser les États dans l'usage de leurs légitimes libertés...

4. […] Les lois de stricte exception nous paraissent odieuses mais elles se justifient en face de craintes solidement fondées concernant le bien commun... »
Si l'archevêque reproduit dans cette déclaration les arguments antisémites de la propagande vichyssoise, l'occupation de la Tunisie par l'armée allemande à partir du 9 novembre lui fait réaliser le danger de mort que court la communauté juive. Alors que les réquisitions et les brutalités à l'égard des Juifs se multiplient, le prélat n'hésite pas à se rendre, revêtu de ses habits sacerdotaux, au siège de la communauté israélite pour témoigner de sa sympathie. Comme le reconnaît l'historien Claude Nataf, « cette visite a un écho profond parmi les catholiques de Tunisie. On se plait à imaginer l'écho d'une visite de Mgr Suhard ou de Mgr Gerlier au grand-rabbin de France ou au Consistoire sous l'Occupation ».
Mais ces bonnes dispositions ne l'encouragent pas à courir des risques personnels. Lorsque la femme du médecin juif Élie Cohen-Hadria lui demande d'intervenir pour faire libérer un membre de sa famille arrêté par les Allemands, « il la congédia avec des paroles lénifiantes, lui assurant qu'il fallait faire confiance à ce grand chrétien » [Esteva], ce qui n'empêche pas Cohen-Hadria de décrire le prélat comme « bon et généreux ».

### Après la libération de la Tunisie
Le problème du sort à réserver au prélat collaborationniste se pose dès la fin de l'administration vichyssoise en Tunisie en mai 1943. Conscient de l'ambiguïté de sa position, le journal de l'archevêché La Tunisie catholique tente en décembre de mettre en avant ses positions antifascistes, démocratiques et humanistes en s'appuyant sur certaines déclarations. Cependant, le malaise est palpable : une exposition itinérante intitulée Kollaboration et inaugurée par René Capitant dénonce son comportement pendant cette période trouble, comme le fait le journal Combat. Le prélat se défend le 5 juillet 1944 dans une lettre adressée aux fidèles et dans laquelle il les met en garde « contre les informations truquées ». Les autorités administratives sont embarrassées car l'archevêque est une personnalité incontournable du protectorat. Lorsqu'en mai 1944, le contrôleur civil de Makthar demande au nouveau résident général, le général Mast, comment il doit accueillir l'archevêque, celui-ci lui répond « qu'il n'y a pas lieu de lui présenter officiellement les autorités ».

### Activités épiscopales
Malgré les difficultés de cette période, l'archevêque continue l'œuvre de ses prédécesseurs dès sa prise de fonction. L'augmentation continue de la population chrétienne l'amène à créer de nouvelles paroisses : Franceville et Oued Ellil en 1940, Ebba Ksour et Kalaa Djerda en 1941. La construction de nouvelles églises est lancée à Sidi Thabet et Soliman mais c'est l'inauguration de l'église Saint-Joseph de Tunis qui est la plus spectaculaire. Construite en 1941, alors que les antagonismes entre Français et Italiens sont au paroxysme, elle est prévue pour recevoir les fidèles dans un quartier principalement peuplé de Siciliens. C'est pourtant un comité franco-italien qui est chargé de récolter les fonds avec le soutien de la résidence générale qui y voit le moyen d'offrir du travail aux nombreux ouvriers au chômage. L'édifice est inauguré le 14 juin 1941 par Mgr Gounot.
Faute de sirène, ce sont les cloches qui avertissent les habitants de l'imminence des bombardements. Pour éviter les fausses alertes, on décide de ne plus les faire sonner lors des baptêmes, mariages et enterrements. Elles sont particulièrement mises à contribution après le début de la campagne de Tunisie en novembre 1942. Le pays est coupé en deux, la moitié occidentale étant occupée par les forces alliées pendant que le reste du pays est envahi par les forces italo-allemandes. Par radio, l'archevêque donne des pouvoirs spéciaux à l'abbé Bonjean, curé de Béja, afin de ne pas abandonner les paroissiens installés de l'autre côté de la ligne de front.
Beaucoup de prêtres se retrouvent au milieu des combats, partagés entre le désir de porter assistance aux mourants et la crainte d'être accusés d'espionnage par les autorités allemandes alertées par leurs constants déplacements. Des locaux ecclésiastiques sont réquisitionnés comme le Petit séminaire de La Marsa et le Grand séminaire de Mutuelleville qui sont pillés.
On fait le compte des dégâts à la libération : six églises sont à rebâtir et 59 doivent être réparées. L'archevêque crée la commission des chantiers du diocèse de Carthage chargée de la reconstruction.
Le 28 juin 1944, la convention franco-italienne qui régissait le statut des Italiens en Tunisie est dénoncée et des centaines de ressortissants sont expulsés et leurs biens saisis. Il faut gérer le sort de ces fidèles très nombreux en butte aux désirs de vengeance de certains Français excités. Néanmoins, les prêtres italiens sont parfois obligés de quitter le pays en attendant que les esprits se calment.
Face à tous ces problèmes et les attaques personnelles dont il est l'objet, la santé de Mgr Gounot décline rapidement. En prévision de sa succession, l'abbé Maurice Perrin est sacré évêque d'Utique (de) le 28 octobre 1947. À partir de cette date, il représente de plus en plus l'archevêque dans toutes les cérémonies où sa présence est conviée.
La relance du mouvement national tunisien aggrave les tensions dans le pays. Beaucoup de chrétiens s'interrogent sur leur avenir dans le pays. Les exactions de l'armée française dans la péninsule du cap Bon en janvier 1952 ne les laissent pas indifférents. L'archevêque fait porter des dons et des sacs de blé au cheikh de Tazarka dont le village a été détruit. Bientôt, les attentats et les représailles font régner la terreur.

## Décès
C'est dans cette ambiance que l'archevêque est hospitalisé le 13 juin 1953 à la clinique Saint-Augustin où il meurt sept jours plus tard. Des funérailles imposantes sont organisées le 25 à la cathédrale Saint-Vincent-de-Paul de Tunis. À la sortie de l'office, le cortège défile sur l'avenue Jules-Ferry devant une double haie de soldats de la garde beylicale et de soldats français, devant une foule immense.
Inhumée à Carthage, la dépouille est finalement transférée à Lyon en 1964, où son arrivée est célébrée le 28 septembre par un service religieux présidé par le cardinal Pierre Gerlier, devant une foule nombreuse composée de fidèles et des autorités françaises et tunisiennes.